# Bieringen (Rottenburg)
Pour les articles homonymes, voir Bieringen.
Bieringen est un quartier de la ville de Rottenburg am Neckar, situé en République fédérale d'Allemagne, dans le Land du Bade-Wurtemberg, dans l'arrondissement de Tübingen.

## Géographie
Bieringen est situé sept kilomètres au sud-ouest de Rottenburg, sur la rive gauche du Neckar.

### Expansion
Le territoire communal de Bieringen s'étend sur 686 hectares. 52,9 % sont consacrés à l'agriculture, 37,2 % à la sylviculture, 7,5 % constituent des zones d'habitations et 1,2 % un plan d'eau.

## Population
Au 3 janvier 2008, Bieringen avait une population de 692 personnes (densité de population est 104 hab./km2).

### Religions
La majorité des habitants de Bieringen sont catholiques.